# 2014-es labdarúgó-világbajnokság-selejtező (AFC – 4. forduló)
A 2014-es labdarúgó-világbajnokság ázsiai selejtezőjének 4. fordulójának mérkőzéseit tartalmazó lapja.

## Lebonyolítás
A negyedik fordulóban a harmadik forduló csoportjainak két győztese és két második helyezettje jutott, összesen 10 válogatott. A csapatokat 2 darab ötcsapatos csoportba sorsolták. A csapatok oda-visszavágós, körmérkőzéses rendszerben mérkőztek meg egymással. A két csoport győztese és második helyezettje kijutott a 2014-es labdarúgó-világbajnokságra. A két harmadik helyezett pótselejtezőt játszott.
A mérkőzéseket 2012. június 3-a és 2013. június 18-a között játszották.

## Részt vevő csapatok
| A csoport       | B csoport           | C csoport           | D csoport         | E csoport    |
| --------------- | ------------------- | ------------------- | ----------------- | ------------ |
| Irak · Jordánia | Dél-Korea · Libanon | Üzbegisztán · Japán | Ausztrália · Omán | Irán · Katar |

## Sorsolás
A 10 csapatot öt kalapba osztották a 2012. márciusi FIFA-világranglista alapján. Zárójelben olvasható a csapatok ranglista helyezése. A csoportok sorsolását 2012. március 9-én tartották.
| 1. kalap                         | 2. kalap               | 3. kalap                     | 4. kalap                   | 5. kalap                  |
| -------------------------------- | ---------------------- | ---------------------------- | -------------------------- | ------------------------- |
| Ausztrália (20) · Dél-Korea (30) | Japán (33) · Irán (51) | Üzbegisztán (67) · Irak (76) | Jordánia (83) · Katar (88) | Omán (92) · Libanon (124) |

## Eredmények

### A csoport
| Hely. | Csapat      | M | Gy | D | V | G+ | G– | Gk | P  | Továbbjutás                         |     | Irán | Dél-Korea | Üzbegisztán | Katar | Libanon |
| ----- | ----------- | - | -- | - | - | -- | -- | -- | -- | ----------------------------------- | --- | ---- | --------- | ----------- | ----- | ------- |
| 1.    | Irán        | 8 | 5  | 1 | 2 | 8  | 2  | +6 | 16 | Kijutott a 2014-es világbajnokságra |     | —    | 1–0       | 0–1         | 0–0   | 4–0     |
| 2.    | Dél-Korea   | 8 | 4  | 2 | 2 | 13 | 7  | +6 | 14 | Kijutott a 2014-es világbajnokságra |     | 0–1  | —         | 1–0         | 2–1   | 3–0     |
| 3.    | Üzbegisztán | 8 | 4  | 2 | 2 | 11 | 6  | +5 | 14 | Pótselejtezőre került               |     | 0–1  | 2–2       | —           | 5–1   | 1–0     |
| 4.    | Katar       | 8 | 2  | 1 | 5 | 5  | 13 | −8 | 7  |                                     |     | 0–1  | 1–4       | 0–1         | —     | 1–0     |
| 5.    | Libanon     | 8 | 1  | 2 | 5 | 3  | 12 | −9 | 5  |                                     | 1–0 | 1–1  | 1–1       | 0–1         | —     |         |

| 2012. június 3. 19:00 (UTC+5) |

| Üzbegisztán | 0–1               | Irán             |
| ----------- | ----------------- | ---------------- |
|             | (0–0) Jegyzőkönyv | Khalatbari 90+3' |

| JAR Stadion, Taskent Nézőszám: 9 000 Játékvezető: Nisimura Júicsi (japán) |

| 2012. június 3. 20:30 (UTC+3) |

| Libanon | 0–1               | Katar     |
| ------- | ----------------- | --------- |
|         | (0–0) Jegyzőkönyv | Soria 64' |

| Camille Chamoun Sports City Stadium, Bejrút Nézőszám: 40 000 Játékvezető: Naváf Sukralláh (bahreini) |

| 2012. június 8. 16:00 (UTC+3) |

| Libanon      | 1–1               | Üzbegisztán |
| ------------ | ----------------- | ----------- |
| Al Saadi 34' | (1–1) Jegyzőkönyv | Hasanov 12' |

| Camille Chamoun Sports City Stadium, Bejrút Nézőszám: 13 000 Játékvezető: Abdulláh al-Hiláli (ománi) |

| 2012. június 8. 19:15 (UTC+3) |

| Katar     | 1–4               | Dél-Korea                                              |
| --------- | ----------------- | ------------------------------------------------------ |
| Ahmed 22' | (1–1) Jegyzőkönyv | Lee Keun-Ho 26' 80' Kwak Tae-Hwi 55' Kim Shin-Wook 64' |

| Jassim Bin Hamad Stadion, Doha Nézőszám: 10 730 Játékvezető: Ali Al-Badawi (Egyesült arab emírségekbeli) |

| 2012. június 12. 20:00 (UTC+9) |

| Dél-Korea                            | 3–0               | Libanon |
| ------------------------------------ | ----------------- | ------- |
| Kim Bogjong 30' 48' Ku Dzsacshol 90' | (1–0) Jegyzőkönyv |         |

| Goyang Stadium, Kojang Nézőszám: 36 756 Játékvezető: Tóma Maszaaki (japán) |

| 2012. június 12. 20:00 (UTC+3:30) |

| Irán | 0–0         | Katar |
| ---- | ----------- | ----- |
|      | Jegyzőkönyv |       |

| Azadi Stadium, Teherán Nézőszám: 100 000 Játékvezető: Peter Green (ausztrál) |

| 2012. szeptember 11. 18:00 (UTC+5) |

| Üzbegisztán                             | 2–2               | Dél-Korea                          |
| --------------------------------------- | ----------------- | ---------------------------------- |
| Ki Sung-Yueng 13' (öngól) Turszunov 59' | (1–1) Jegyzőkönyv | Kwak Tae-Hwi 43' Lee Dong-Gook 57' |

| Pakhtakor Markaziy Stadium, Taskent Nézőszám: 33 000 Játékvezető: Ben Williams (ausztrál) |

| 2012. szeptember 11. 17:00 (UTC+3) |

| Libanon   | 1–0               | Irán |
| --------- | ----------------- | ---- |
| Antar 28' | (1–0) Jegyzőkönyv |      |

| Camille Chamoun Sports City Stadium, Bejrút Nézőszám: 14 000 Játékvezető: Tan Hai (kínai) |

| 2012. október 16. 15:25 (UTC+3) |

| Katar | 0–1               | Üzbegisztán   |
| ----- | ----------------- | ------------- |
|       | (0–1) Jegyzőkönyv | Turszunov 13' |

| Jassim Bin Hamad Stadium, Doha Nézőszám: 11 260 Játékvezető: Tan Hai (kínai) |

| 2012. október 16. 20:00 (UTC+3:30) |

| Irán                | 1–0               | Dél-Korea |
| ------------------- | ----------------- | --------- |
| Dzsavád Nekunám 76' | (0–0) Jegyzőkönyv |           |

| Azadi Stadium, Teherán Nézőszám: 99 885 Játékvezető: Malik Abdul Bashir (szingapúri) |

| 2012. november 14. 17:45 (UTC+3) |

| Katar     | 1–0               | Libanon |
| --------- | ----------------- | ------- |
| Soria 75' | (0–0) Jegyzőkönyv |         |

| Jassim Bin Hamad Stadion, Doha Nézőszám: 12 870 Játékvezető: Halíl al-Gamdi (Szaúd-arábiai) |

| 2012. november 14. 20:00 (UTC+3:30) |

| Irán | 0–1               | Üzbegisztán |
| ---- | ----------------- | ----------- |
|      | (0–0) Jegyzőkönyv | Bakayev 71' |

| Azadi Stadium, Teherán Nézőszám: 43 700 Játékvezető: Ali Al-Badwawi (Egyesült arab emírségekbeli) |

| 2013. március 26. 20:00 (UTC+9) |

| Dél-Korea                          | 2–1               | Katar       |
| ---------------------------------- | ----------------- | ----------- |
| Lee Keun-Ho 60' Szon Hungmin 90+6' | (0–0) Jegyzőkönyv | Ibrahim 63' |

| Seoul World Cup Stadium, Szöul Nézőszám: 43 700 Játékvezető: Nisimura Júicsi (japán) |

| 2013. március 26. 18:00 (UTC+5) |

| Üzbegisztán | 1–0               | Libanon |
| ----------- | ----------------- | ------- |
| Jeparov 63' | (0–0) Jegyzőkönyv |         |

| Bunyodkor Stadium, Taskent Nézőszám: 31 197 Játékvezető: Abdul Malik Abdul Bashir (szingapúri) |

| 2013. június 4. 19:15 (UTC+3) |

| Katar | 0–1               | Irán                  |
| ----- | ----------------- | --------------------- |
|       | (0–0) Jegyzőkönyv | Rezá Gucsannezsád 66' |

| Jassim Bin Hamad Stadium, Doha Nézőszám: 11 872 Játékvezető: Abdul Malik Abdul Bashir (szingapúri) |

| 2013. június 4. 20:30 (UTC+2) |

| Libanon     | 1–1               | Dél-Korea         |
| ----------- | ----------------- | ----------------- |
| Maatouk 12' | (1–0) Jegyzőkönyv | Kim Chi-Woo 90+6' |

| Sports City, Bejrút Nézőszám: 8 430 Játékvezető: Ben Williams (ausztrál) |

| 2013. június 11. 20:00 (UTC+8) |

| Dél-Korea                | 1–0               | Üzbegisztán |
| ------------------------ | ----------------- | ----------- |
| Shorakmhedov 42' (öngól) | (1–0) Jegyzőkönyv |             |

| Seoul World Cup Stadium, Szöul Nézőszám: 50 699 Játékvezető: Minoru Tojo (japán) |

| 2013. június 11. 20:00 (UTC+4) |

| Irán                                              | 4–0               | Libanon |
| ------------------------------------------------- | ----------------- | ------- |
| Khalatbari 39' Nekonam 45+1' 86' Gucsannezsád 46' | (2–0) Jegyzőkönyv |         |

| Azadi Stadium, Teherán Nézőszám: 91 300 Játékvezető: Tóma Maszaaki (japán) |

| 2013. június 18. 21:00 (UTC+8) |

| Dél-Korea | 0–1               | Irán             |
| --------- | ----------------- | ---------------- |
|           | (0–0) Jegyzőkönyv | Gucsannezsád 60' |

| Munsu Football Stadium, Ulszan Nézőszám: 42 243 Játékvezető: Tan Hai (kínai) |

| 2013. június 18. 17:00 (UTC+4) |

| Üzbegisztán                                          | 5–1               | Katar     |
| ---------------------------------------------------- | ----------------- | --------- |
| Naszimov 60' 74' Zoteev 72' Ahmedov 87' Bakaev 90+1' | (0–1) Jegyzőkönyv | Ilyas 37' |

| Bunyodkor Stadium, Taskent Nézőszám: 34 000 Játékvezető: Peter Green (ausztrál) |

### B csoport
| Hely. | Csapat     | M | Gy | D | V | G+ | G– | Gk  | P  | Továbbjutás                         |     | Japán | Ausztrália (ország) | Jordánia | Omán | Irak |
| ----- | ---------- | - | -- | - | - | -- | -- | --- | -- | ----------------------------------- | --- | ----- | ------------------- | -------- | ---- | ---- |
| 1.    | Japán      | 8 | 5  | 2 | 1 | 16 | 5  | +11 | 17 | Kijutott a 2014-es világbajnokságra |     | —     | 1–1                 | 6–0      | 3–0  | 1–0  |
| 2.    | Ausztrália | 8 | 3  | 4 | 1 | 12 | 7  | +5  | 13 | Kijutott a 2014-es világbajnokságra |     | 1–1   | —                   | 4–0      | 2–2  | 1–0  |
| 3.    | Jordánia   | 8 | 3  | 1 | 4 | 7  | 16 | −9  | 10 | Pótselejtezőre került               |     | 2–1   | 2–1                 | —        | 1–0  | 1–1  |
| 4.    | Omán       | 8 | 2  | 3 | 3 | 7  | 10 | −3  | 9  |                                     |     | 1–2   | 0–0                 | 2–1      | —    | 1–0  |
| 5.    | Irak       | 8 | 1  | 2 | 5 | 4  | 8  | −4  | 5  |                                     | 0–1 | 1–2   | 1–0                 | 1–1      | —    |      |

| 2012. június 3. 19:00 (UTC+3) |

| Jordánia  | 1–1               | Irak      |
| --------- | ----------------- | --------- |
| Hayel 43' | (1–1) Jegyzőkönyv | Akram 14' |

| Ammáni Nemzetközi Stadion, Ammán Nézőszám: 13 000 Játékvezető: Valentin Kovalenko (üzbég) |

| 2012. június 3. 19:31 (UTC+9) |

| Japán                           | 3–0               | Omán |
| ------------------------------- | ----------------- | ---- |
| Honda 11' Maeda 51' Okazaki 54' | (1–0) Jegyzőkönyv |      |

| Szaitama Stadium 2002, Szaitama Nézőszám: 63 551 Játékvezető: Ravshan Ermatov (üzbég) |

| 2012. június 8. 17:00 (UTC+4) |

| Omán | 0–0         | Ausztrália |
| ---- | ----------- | ---------- |
|      | Jegyzőkönyv |            |

| Sultan Qaboos Sports Complex, Maszkat Nézőszám: 11 000 Játékvezető: Alirezá Fagáni (iráni) |

| 2012. június 8. 19:32 (UTC+9) |

| Japán                                                          | 6–0               | Jordánia |
| -------------------------------------------------------------- | ----------------- | -------- |
| Maeda 19' Honda 21' 30' 53' (11-esből) Kagawa 35' Kurihara 89' | (4–0) Jegyzőkönyv |          |

| Szaitama Stadium 2002, Szaitama Nézőszám: 60 874 Játékvezető: Kim Dong Jin (dél-koreai) |

| 2012. június 12. 17:45 (UTC+3) |

| Irak                  | 1–1               | Omán          |
| --------------------- | ----------------- | ------------- |
| Mahmúd 37' (11-esből) | (1–1) Jegyzőkönyv | Al Balushi 8' |

| Grand Hamad Stadium, Doha (Katar) Nézőszám: 1650 Játékvezető: Abdulrahman Abdou (katari) |

| 2012. június 12. 20:00 (UTC+10) |

| Ausztrália               | 1–1               | Japán        |
| ------------------------ | ----------------- | ------------ |
| Wilkshire 70' (11-esből) | (0–0) Jegyzőkönyv | Kurihara 65' |

| Suncorp Stadium, Brisbane Nézőszám: 40 189 Játékvezető: Halíl al-Gamdi (Szaúd-arábiai) |

| 2012. szeptember 11. 19:34 (UTC+9) |

| Japán     | 1–0               | Irak |
| --------- | ----------------- | ---- |
| Maeda 25' | (1–0) Jegyzőkönyv |      |

| Szaitama Stadion, Szaitama Nézőszám: 60 593 Játékvezető: Malik Abdul Bashir (szingapúri) |

| 2012. szeptember 11. 19:00 (UTC+3) |

| Jordánia                                  | 2–1               | Ausztrália   |
| ----------------------------------------- | ----------------- | ------------ |
| Abdel-Fattah 48' (11-esből) Amer Deeb 73' | (0–0) Jegyzőkönyv | Thompson 86' |

| King Abdullah Stadium, Ammán Nézőszám: 19 000 Játékvezető: Abdullah Balideh (katari) |

| 2012. október 16. 17:15 (UTC+3) |

| Irak            | 1–2               | Ausztrália              |
| --------------- | ----------------- | ----------------------- |
| Abdul-Zahra 72' | (0–0) Jegyzőkönyv | Cahill 80' Thompson 84' |

| Grand Hamad Stadium, Doha (Katar) Nézőszám: 2183 Játékvezető: Lee Min-Hu (dél-koreai) |

| 2012. október 16. 17:00 (UTC+4) |

| Omán                        | 2–1               | Jordánia  |
| --------------------------- | ----------------- | --------- |
| Al-Mahaijri 62' Darwish 87' | (0–0) Jegyzőkönyv | Bawab 90' |

| Sultan Qaboos Sports Complex, Maszkat Nézőszám: 26 000 Játékvezető: Naváf Sukralláh (bahreini) |

| 2012. november 14. 16:00 (UTC+3) |

| Irak      | 1–0               | Jordánia |
| --------- | ----------------- | -------- |
| Ahmad 86' | (0–0) Jegyzőkönyv |          |

| Grand Hamad Stadium, Doha (Katar) Nézőszám: 1755 Játékvezető: Tan Hai (kínai) |

| 2012. november 14. 15:30 (UTC+4) |

| Omán            | 1–2               | Japán                    |
| --------------- | ----------------- | ------------------------ |
| Al-Mahaijri 77' | (0–1) Jegyzőkönyv | Kijotake 20' Okazaki 90' |

| Sultan Qaboos Sports Complex, Maszkat Nézőszám: 28 360 Játékvezető: Abdullah Balideh (katari) |

| 2013. március 26. 19:30 (UTC+11) |

| Ausztrália            | 2–2               | Omán                              |
| --------------------- | ----------------- | --------------------------------- |
| Cahill 52' Holman 85' | (0–1) Jegyzőkönyv | Al-Muqbali 6' Jedinak 49' (öngól) |

| Stadium Australia, Sydney Nézőszám: 34 603 Játékvezető: Ravshan Ermatov (üzbég) |

| 2013. március 26. 17:00 (UTC+3) |

| Jordánia               | 2–1               | Japán      |
| ---------------------- | ----------------- | ---------- |
| Attiah 45+1' Hayel 60' | (1–0) Jegyzőkönyv | Kagava 69' |

| King Abdullah Stadium, Ammán Nézőszám: 18 000 Játékvezető: Alirezá Fagáni (iráni) |

| 2013. június 4. 17:00 (UTC+4) |

| Omán          | 1–0               | Irak |
| ------------- | ----------------- | ---- |
| Al Ajmi 45+3' | (1–0) Jegyzőkönyv |      |

| Sultan Qaboos Sports Complex, Maszkat Nézőszám: 18 300 Játékvezető: Kim Dong-Jin (dél-koreai) |

| 2013. június 4. 19:34 (UTC+9) |

| Japán                  | 1–1               | Ausztrália |
| ---------------------- | ----------------- | ---------- |
| Honda 90+1' (11-esből) | (0–0) Jegyzőkönyv | Oar 82'    |

| Szaitama Stadion, Szaitama Nézőszám: 62 127 Játékvezető: Naváf Sukralláh (bahreini) |

| 2013. június 11. 19:00 (UTC+9) |

| Ausztrália                                   | 4–0               | Jordánia |
| -------------------------------------------- | ----------------- | -------- |
| Bresciano 16' Cahill 61' Kruse 76' Neill 84' | (1–0) Jegyzőkönyv |          |

| Docklands Stadium, Melbourne Nézőszám: 43 785 Játékvezető: Abdul Malik Bashir (szingapúri) |

| 2013. június 11. 17:30 (UTC+2) |

| Irak | 0–1               | Japán       |
| ---- | ----------------- | ----------- |
|      | (0–0) Jegyzőkönyv | Okazaki 89' |

| Grand Hamad Stadium, Doha (Katar) Nézőszám: 1100 Játékvezető: Valentin Kovalenko (üzbég) |

| 2013. június 18. 19:30 (UTC+10) |

| Ausztrália  | 1–0               | Irak |
| ----------- | ----------------- | ---- |
| Kennedy 83' | (0–0) Jegyzőkönyv |      |

| Sydney, ANZ Stadium Nézőszám: 80 523 Játékvezető: Alirezá Fagáni (iráni) |

| 2013. június 18. 19:00 (UTC+2) |

| Jordánia          | 1–0               | Omán |
| ----------------- | ----------------- | ---- |
| Ahmad Ibrahim 57' | (0–0) Jegyzőkönyv |      |

| King Abdullah Stadium, Ammán Nézőszám: 14 000 Játékvezető: Valentin Kovalenko (üzbég) |